# Zhu Guo
Zhu Guo –en xinès, 朱 国– (Fuxin, 14 de juny de 1985) és un esportista xinès que va competir en taekwondo.
Va participar en els Jocs Olímpics de Pequín 2008, obtenint una medalla de bronze en la categoria de –80 kg.

## Palmarès internacional
| Jocs Olímpics | Jocs Olímpics             | Jocs Olímpics | Jocs Olímpics |
| Any           | Lloc                      | Medalla       | Categoria     |
| ------------- | ------------------------- | ------------- | ------------- |
| 2008          | Pequín ( R.P. de la Xina) | 3             | –80 kg        |